# Porsche 924 Carrera GTR
De Porsche 924 Carrera GTR werd net zoals de Porsche 924 Carrera GTS gebouwd in de Porsche fabriek in Weissach, Duitsland. Het was een raceversie van de GTS. 
De wagen deed onder meer mee in Le Mans (1980), in de GTP klasse, gewoon om de wagen te testen met de gedachte dat ze toch niet op konden tegen de rest van het rijdersveld. 
De GTR werd soms ook omschreven als Club Sport, ze hadden 375 pk onder de kap.

## Andere 924's
- Porsche 924
  - Porsche 924 Martini
  - Porsche 924 Sebring
  - Porsche 924 Le Mans
  - Porsche 924 Weissach
  - Porsche 924 50 Jahre edition
  - Porsche 924 Turbo
  - Porsche 924 Carrera GT
  - Porsche 924 Carrera GTS
  - Porsche 924 Turbo Italy
  - Porsche 924S
  - Porsche 924S Le Mans